# Плавання на літніх Олімпійських іграх 1992
Змагання з плавання на літніх Олімпійських іграх 1992 в Барселоні (Іспанія) тривали з 26 до 31 липня 1992 року у Водному комплексі Берната Пікорнелла. Розіграно 31 комплект нагород. Змагався 641 спортсмен з дев'яносто двох країн.

## Таблиця медалей
| Місце                | Країна                  | Золото | Срібло | Бронза | Загалом |
| -------------------- | ----------------------- | ------ | ------ | ------ | ------- |
| 1                    | США (USA)               | 11     | 9      | 7      | 27      |
| 2                    | Об'єднана команда (EUN) | 6      | 3      | 1      | 10      |
| 3                    | Угорщина (HUN)          | 5      | 3      | 1      | 9       |
| 4                    | Китай (CHN)             | 4      | 5      | 0      | 9       |
| 5                    | Німеччина (GER)         | 1      | 3      | 7      | 11      |
| 6                    | Австралія (AUS)         | 1      | 3      | 5      | 9       |
| 7                    | Канада (CAN)            | 1      | 0      | 1      | 2       |
| 8                    | Іспанія (ESP)           | 1      | 0      | 0      | 1       |
| 8                    | Японія (JPN)            | 1      | 0      | 0      | 1       |
| 10                   | Швеція (SWE)            | 0      | 2      | 1      | 3       |
| 11                   | Бразилія (BRA)          | 0      | 1      | 0      | 1       |
| 11                   | Нова Зеландія (NZL)     | 0      | 1      | 0      | 1       |
| 11                   | Польща (POL)            | 0      | 1      | 0      | 1       |
| 14                   | Франція (FRA)           | 0      | 0      | 3      | 3       |
| 15                   | Італія (ITA)            | 0      | 0      | 2      | 2       |
| 16                   | Велика Британія (GBR)   | 0      | 0      | 1      | 1       |
| 16                   | Суринам (SUR)           | 0      | 0      | 1      | 1       |
| 16                   | Фінляндія (FIN)         | 0      | 0      | 1      | 1       |
| Загалом (18 збірних) | Загалом (18 збірних)    | 31     | 31     | 31     | 93      |

## Медальний залік

### Чоловіки
| Дисципліни                      | Золото | Золото        | Срібло | Срібло   | Бронза                                                                                                | Бронза   |
| ------------------------------- | --- | ------------- | --- | -------- | --- | -------- |
| 50 м вільним стилем             | Олександр Попов · Об'єднана команда                                                                                      | 21.91 (OR)    | Метт Бйонді · США | 22.09    | Том Джеґер · США                                                                                      | 22.30    |
| 100 м вільним стилем            | Олександр Попов · Об'єднана команда                                                                                      | 49.02         | Густаво Боржес · Бразилія | 49.43    | Стефан Карон · Франція                                                                                | 49.50    |
| 200 м вільним стилем            | Євген Садовий · Об'єднана команда                                                                                        | 1:46.70 (OR)  | Андерс Гольмертц · Швеція | 1:46.86  | Антті Касвіо · Фінляндія                                                                              | 1:47.63  |
| 400 м вільним стилем            | Євген Садовий · Об'єднана команда                                                                                        | 3:45.00 (WR)  | Кірен Перкінс · Австралія | 3:45.16  | Андерс Гольмертц · Швеція                                                                             | 3:46.77  |
| 1500 м вільним стилем           | Кірен Перкінс · Австралія                                                                                                | 14:43.48 (WR) | Ґлен Гаусман · Австралія | 14:55.29 | Єрґ Гоффманн · Німеччина                                                                              | 15:02.29 |
| 100 м на спині                  | Марк Тьюксбері · Канада                                                                                                  | 53.98 (OR)    | Джефф Раус · США | 54.04    | Девід Беркофф · США                                                                                   | 54.78    |
| 200 м на спині                  | Мартін Лопес-Суберо · Іспанія                                                                                            | 1:58.47 (OR)  | Володимир Сельков · Об'єднана команда | 1:58.87  | Стефано Баттістеллі · Італія                                                                          | 1:59.40  |
| 100 м брасом                    | Нелсон Дібел · США | 1:01.50 (OR)  | Норберт Рожа · Угорщина | 1:01.68  | Філ Роджерс · Австралія                                                                               | 1:01.76  |
| 200 м брасом                    | Майк Берровмен · США | 2:10.16 (WR)  | Норберт Рожа · Угорщина | 2:11.23  | Нік Джиллінгем · Велика Британія                                                                      | 2:11.29  |
| 100 м батерфляєм                | Пабло Моралес · США | 53.32         | Рафал Шукала · Польща | 53.35    | Ентоні Несті · Суринам                                                                                | 53.41    |
| 200 м батерфляєм                | Мелвін Стюарт · США | 1:56.26 (OR)  | Деньйон Лоудер · Нова Зеландія | 1:57.93  | Франк Еспозіто · Франція                                                                              | 1:58.51  |
| 200 м комплексом                | Тамаш Дарньї · Угорщина                                                                                                  | 2:00.76       | Ґреґ Берджесс · США | 2:00.97  | Аттіла Цене · Угорщина                                                                                | 2:01.00  |
| 400 м комплексом                | Тамаш Дарньї · Угорщина                                                                                                  | 4:14.23 (OR)  | Ерік Намеснік · США | 4:15.57  | Лука Саккі · Італія                                                                                   | 4:16.34  |
| Естафета 4×100 м вільним стилем | США (USA) Джо Г'юдепол Метт Бйонді Том Джеґер Джон Олсен Шон Джордан* Джоел Томас*                                       | 3:16.74       | Об'єднана команда (EUN) Хникін Павло Вікторович Геннадій Пригода Башкатов Юрій Миколайович Олександр Попов Володимир Пишненко* Веніамін Таянович*     | 3:17.56  | Німеччина (GER) Дірк Ріхтер Хрістіан Треґер Штеффен Цеснер Марк Пінґер Андреас Сіґат* Бенґт Цікарскі* | 3:17.90  |
| Естафета 4×200 м вільним стилем | Об'єднана команда (EUN) Dmitry Lepikov Володимир Пишненко Веніамін Таянович Євген Садовий Олексій Кудрявцев* Юрій Мухін* | 7:11.95       | Швеція (SWE) Крістер Валлін Андерс Гольмертц Томмі Вернер Ларс Фреландер                                                                              | 7:15.51  | США (USA) Джо Г'юдепол Мелвін Стюарт Джон Олсен Даґ Джертсен Скотт Джаффі* Ден Йорґенсен*             | 7:16.23  |
| Естафета 4×100 м комплексом     | США (USA) Джефф Раус Нелсон Дібел Пабло Моралес Джон Олсен Девід Беркофф* Ганс Дерш* Мелвін Стюарт* Метт Бйонді*         | 3:36.93       | Об'єднана команда (EUN) Володимир Сельков Василь Іванов Хникін Павло Вікторович Олександр Попов Володимир Пишненко* Владислав Куликов* Дмитро Волков* | 3:38.56  | Канада (CAN) Марк Тьюксбері Джонатан Клівленд Марсель Жері Стівен Кларк Tom Ponting*                  | 3:39.66  |

* Плавці, що взяли участь лише в попередніх запливах і одержали медалі.

### Жінки
| Дисципліни                      | Золото | Золото       | Срібло | Срібло  | Бронза | Бронза  |
| ------------------------------- | --- | ------------ | --- | ------- | --- | ------- |
| 50 м вільним стилем             | Ян Веньї · Китай | 24.79 (WR)   | Чжуан Юн · Китай | 25.08   | Анджел Мартіно · США                                                                                                  | 25.23   |
| 100 м вільним стилем            | Чжуан Юн · Китай | 54.64 (OR)   | Дженні Томпсон · США | 54.84   | Францишка ван Альмсік · Німеччина                                                                                     | 54.94   |
| 200 м вільним стилем            | Нікол Гейслетт · США | 1:57.90      | Францишка ван Альмсік · Німеччина                                                                                               | 1:58.00 | Керстін Кільґас · Німеччина                                                                                           | 1:59.67 |
| 400 м вільним стилем            | Даґмар Газе · Німеччина | 4:07.18      | Дженет Еванс · США | 4:07.37 | Гейлі Льюїс · Австралія                                                                                               | 4:11.22 |
| 800 м вільним стилем            | Дженет Еванс · США | 8:25.52      | Гейлі Льюїс · Австралія | 8:30.34 | Яна Генке · Німеччина                                                                                                 | 8:30.99 |
| 100 м на спині                  | Крістіна Егерсегі · Угорщина | 1:00.68 (OR) | Тюнде Сабо · Угорщина | 1:01.14 | Лія Лавлесс · США | 1:01.43 |
| 200 м на спині                  | Крістіна Егерсегі · Угорщина | 2:07.06 (OR) | Даґмар Газе · Німеччина | 2:09.46 | Нікол Стівенсон · Австралія                                                                                           | 2:10.20 |
| 100 м брасом                    | Олена Рудковська · Об'єднана команда                                                                                               | 1:08.00      | Аніта Нолл · США | 1:08.17 | Саманта Райлі · Австралія                                                                                             | 1:09.25 |
| 200 м брасом                    | Кьоко Івасакі · Японія | 2:26.65 (OR) | Лінь Лі · Китай | 2:26.85 | Аніта Нолл · США | 2:26.88 |
| 100 м батерфляєм                | Цянь Хун · Китай | 58.62 (OR)   | Кріссі Аменн-Лейтон · США | 58.74   | Катрін Плевінскі · Франція                                                                                            | 59.01   |
| 200 м батерфляєм                | Саммер Сендерс · США | 2:08.67      | Ван Сяохун · Китай | 2:09.01 | Сьюзі О'Нілл · Австралія                                                                                              | 2:09.03 |
| 200 м комплексом                | Лінь Лі · Китай | 2:11.65 (WR) | Саммер Сендерс · США | 2:11.91 | Даніела Гунґер · Німеччина                                                                                            | 2:13.92 |
| 400 м комплексом                | Крістіна Егерсегі · Угорщина | 4:36.54      | Лінь Лі · Китай | 4:36.73 | Саммер Сендерс · США                                                                                                  | 4:37.58 |
| Естафета 4×100 м вільним стилем | США (USA) Нікол Гейслетт Анджел Мартіно Дженні Томпсон Дара Торрес Ешлі Теппін* Кріссі Аменн-Лейтон*                               | 3:39.46      | Китай (CHN) Ле Цзін'ї Люй Бінь Чжуан Юн Ян Веньї Zhao Kun*                                                                      | 3:40.12 | Німеччина (GER) Францишка ван Альмсік Даніела Гунґер Зімоне Озіґус Мануела Штельмах Керстін Кільґас* Аннетте Гаддінґ* | 3:41.60 |
| Естафета 4×100 м комплексом     | США (USA) Кріссі Аменн-Лейтон Лія Лавлесс Аніта Нолл Дженні Томпсон Джейні Ваґстафф* Меґан Клайне* Саммер Сендерс* Нікол Гейслетт* | 4:02.54      | Німеччина (GER) Францишка ван Альмсік Яна Дерріс Даґмар Газе Даніела Гунґер Даніела Брендель* Беттіна Устровскі* Зімоне Озіґус* | 4:05.19 | Об'єднана команда (EUN) Ніна Живаневська Ольга Кириченко Наталія Мещерякова Олена Рудковська Олена Шубіна*            | 4:06.44 |

* Плавці, що взяли участь лише в попередніх запливах і одержали медалі.

## Країни-учасниці
Змагався 641 плавець та плавчиня з 92-х країн.
- Албанія  (1)
- Алжир  (1)
- Ангола  (3)
- Аргентина  (3)
- Австралія  (33)
- Австрія  (2)
- Багамські Острови  (2)
- Бангладеш  (1)
- Бельгія  (7)
- Бермуди  (6)
- Болівія  (2)
- Боснія і Герцеговина  (2)
- Бразилія  (9)
- Болгарія  (5)
- Канада  (29)
- Китай  (16)
- Республіка Конго  (1)
- Коста-Рика  (1)
- Колумбія  (1)
- Куба  (2)
- Кіпр  (2)
- Чехословаччина  (8)
- Данія  (8)
- Еквадор  (1)
- Єгипет  (2)
- Сальвадор  (1)
- Естонія  (4)
- Фіджі  (3)
- Фінляндія  (12)
- Франція  (25)
- Німеччина  (34)
- Велика Британія  (30)
- Греція  (2)
- Гуам  (7)
- Гватемала  (5)
- Гондурас  (4)
- Гонконг  (8)
- Угорщина  (13)
- Ісландія  (2)
- Незалежні олімпійські атлети  (4)
- Ірландія  (2)
- Ізраїль  (4)
- Італія  (24)
- Японія  (25)
- Кувейт  (3)
- Латвія  (1)
- Ліван  (1)
- Литва  (2)
- Люксембург  (1)
- Мадагаскар  (1)
- Малайзія  (1)
- Мальдіви  (2)
- Маврикій  (6)
- Мексика  (7)
- Монако  (1)
- Мозамбік  (3)
- Намібія  (2)
- Нідерланди  (9)
- Нова Зеландія  (11)
- Нігерія  (2)
- Норвегія  (6)
- Панама  (1)
- Парагвай  (2)
- Перу  (2)
- Філіппіни  (5)
- Польща  (14)
- Португалія  (9)
- Пуерто-Рико  (6)
- Румунія  (10)
- Сан-Марино  (5)
- Саудівська Аравія  (2)
- Сенегал  (2)
- Сейшельські Острови  (4)
- Сінгапур  (5)
- Словенія  (5)
- ПАР  (10)
- Південна Корея  (4)
- Іспанія  (21)
- Шрі-Ланка  (1)
- Суринам  (3)
- Швеція  (17)
- Швейцарія  (4)
- Сирія  (1)
- Таїланд  (5)
- Туреччина  (3)
- Об'єднана команда  (29)
- Об'єднані Арабські Емірати  (5)
- США  (40)
- Американські Віргінські Острови  (3)
- Уругвай  (1)
- В'єтнам  (2)
- Зімбабве  (4)